# Eclipse IDE
Eclipse IDE è un ambiente di sviluppo integrato multi-linguaggio e multipiattaforma. Ideato da un consorzio di grandi società quali Ericsson, HP, IBM, Intel, MontaVista Software, QNX, SAP e Serena Software, chiamato Eclipse Foundation. È un software libero distribuito sotto i termini della Eclipse Public License.

## Introduzione
Eclipse può essere utilizzato per la produzione di software di vario genere: si passa infatti da un completo IDE per il linguaggio Java (JDT, "Java Development Tools") a un ambiente di sviluppo per il linguaggio C++ (CDT, "C/C++ Development Tools") e a plug-in che permettono di gestire XML, JavaScript, PHP e persino di progettare graficamente una GUI per un'applicazione Java (WindowBuilder), rendendo di fatto Eclipse un ambiente RAD.
Il programma, comunemente definito Workbench, è scritto in linguaggio Java, ma anziché basare la sua GUI su Swing, il toolkit grafico di Sun Microsystems, si appoggia a SWT, librerie di nuova concezione che conferiscono ad Eclipse un'elevata reattività.
La piattaforma di sviluppo è incentrata sull'uso di plug-in, componenti software ideate per uno specifico scopo, per esempio la generazione di diagrammi UML, ed in effetti tutta la piattaforma è un insieme di plug-in (anche le versioni base dell'IDE per ogni linguaggio sono costruite come plug-in installati sulla versione base dell'applicazione), e chiunque può sviluppare e modificare i vari plug-in. Nella versione base è possibile programmare in Java, usufruendo di comode funzioni di aiuto quali: completamento automatico ("Code completion"), suggerimento dei tipi di parametri dei metodi, possibilità di accesso diretto a CVS e riscrittura automatica del codice (funzionalità questa detta di Refactoring) in caso di cambiamenti nelle classi.
Essendo scritto in Java, Eclipse è disponibile per le piattaforme Linux, HP-UX, AIX, macOS e Windows.

## Storia
La Eclipse Foundation è una organizzazione non-profit fondata nel 2001 da società come Borland, IBM, Red Hat e SUSE, oltre ad altre. Nel corso degli anni i colossi industriali che hanno deciso di partecipare al progetto sono aumentati, includendo anche HP e Fujitsu ad esempio.
La licenza di riferimento per Eclipse è la Eclipse Public License, che permette di creare prodotti derivati ridistribuibili gratuitamente.

## Versioni
Dal 2006, la Eclipse Foundation ha prefissato un'uscita annuale del suo software. Fino alla versione Galileo (3.5) ogni uscita era chiamata con il nome di uno dei satelliti medicei di Giove.
Ogni uscita dal 2004 al 2018 è avvenuto verso la fine del mese di giugno. Nel 2018  il progetto è passato a versioni trimestrali (13 settimane) senza versione intermedie.
| Nome               | Data                  | Versione | Progetto                                                                                                  |
| ------------------ | --------------------- | -------- | --- |
| Eclipse 3.0        | 21 giugno 2004        | 3.0      | |
| Eclipse 3.1        | 28 giugno 2005        | 3.1      | |
| Callisto           | 30 giugno 2006        | 3.2      | Callisto Projects                                                                                         |
| Europa             | 29 giugno 2007        | 3.3      | Europa Projects                                                                                           |
| Ganymede           | 25 giugno 2008        | 3.4      | Ganymede Projects                                                                                         |
| Galileo            | 24 giugno 2009        | 3.5      | Galileo Projects                                                                                          |
| Helios             | 23 giugno 2010        | 3.6      | Helios Projects                                                                                           |
| Indigo             | 22 giugno 2011        | 3.7      | Indigo Projects                                                                                           |
| Juno               | 27 giugno 2012        | 4.2      | Juno Projects                                                                                             |
| Kepler             | 26 giugno 2013        | 4.3      | Kepler Projects                                                                                           |
| Luna               | 25 giugno 2014        | 4.4      | Luna Projects                                                                                             |
| Mars               | 24 giugno 2015        | 4.5      | Mars Projects                                                                                             |
| Neon               | 22 giugno 2016        | 4.6      | Neon Projects                                                                                             |
| Oxygen             | 28 giugno 2017        | 4.7      | Oxygen Projects                                                                                           |
| Photon             | 27 giugno 2018        | 4.8      | Photon Projects                                                                                           |
| 2018-09 e seguenti | Dal 19 settembre 2018 | AAAA-MM  | Questa versione e le successive (ne esce una ogni 3 mesi) hanno un nome formato da anno e mese di uscita. |

## Eclipse Web Tools Platform
Il progetto 'Eclipse Web Tools Platform' estende la piattaforma Eclipse con dei tool dedicati allo sviluppo di applicazioni Web e Java EE. Esso include editor (anche grafici) per differenti linguaggi di programmazione, wizard e applicazioni built-in per semplificare lo sviluppo, tool e API per il supporto alla fase di deployment, esecuzione e testing di applicazioni.